# Ravenna (Ohio)
Ravenna ist eine City im US-Bundesstaat Ohio und County Seat (Verwaltungssitz) des Portage County. Das U.S. Census Bureau hat bei der Volkszählung 2020 eine Einwohnerzahl von 11.323 ermittelt.

## Geschichte
Als erster weißer Siedler ließ sich 1799 Benjamin Tappan an dem Ort nieder, den er nach Ravenna in Italien benannte. Die erste Schule wurde 1803 eröffnet. Ravenna, das ursprünglich noch im Trumbull County lag, wurde 1808 zum Verwaltungssitz des Portage County bestimmt. Das erste Gerichtsgebäude wurde 1810 errichtet.
1846 lebten etwa 1200 Menschen in Ravenna. 1848 nahm eine Glashütte den Betrieb auf, was heute als erste Industrialisierung in der Stadt angesehen wird. Die Cleveland and Pittsburgh Railroad erreichte den Ort im Jahr 1851. 1880 hatte Ravenna bereits 3255 Einwohner.
Im Zweiten Weltkrieg wurde Ravenna ein Standort der Rüstungsindustrie. Im sogenannten Ravenna Arsenal wurde in großen Stückzahlen Munition gefertigt. Insgesamt arbeiteten hier etwa 14.000 Menschen. Nach Ende des Krieges stellte man sich auf die Fertigung vor allem von Düngemitteln um, bevor sowohl für den Koreakrieg als auch den Vietnamkrieg die Munitionsfertigung jeweils wieder aufgenommen wurde.
Im Frühling 1981 begaben sich die Lehrer in Ravenna – wie auch in einigen anderen Städten in Ohio – in einen Streik für bessere Arbeitsbedingungen und höhere Bezüge. Der Streik in Ravenna dauerte 85 Tage und war damit der längste Streik von Lehrern in der Geschichte der Vereinigten Staaten.

## Verkehr
Etwa 8 Kilometer nördlich der Stadt verläuft die Interstate 80, 5 Kilometer südlich die Interstate 76 (Ost). Die Stadt ist außerdem Betreiber des Portage County Airport, der etwa 5 Kilometer nördlich des Stadtzentrums liegt.

## Söhne und Töchter der Stadt
- Henry Adoniram Swift (1823–1869), Politiker
- William Henry Howe (1846–1929), Landschafts- und Tiermaler
- William R. Day (1849–1923), Politiker und Richter am Obersten Gerichtshof
- Anna Althea Hills (1882–1930), Malerin
- Edward Louis Heston CSC (1907–1973), römisch-katholischer Kurienerzbischof
- Curt Cacioppo (* 1951), Komponist und Pianist
- Chris Bangle (* 1956), Produktdesigner
- Maynard James Keenan (* 1964), Sänger, Musikproduzent, Schauspieler und Winzer
- John Greco (* 1985), American-Football-Spieler
- Nate Hartley (* 1992), Schauspieler